# Carnival (jeu vidéo)
Pour les articles homonymes, voir Carnival.
 (août 2018).
Si vous disposez d'ouvrages ou d'articles de référence ou si vous connaissez des sites web de qualité traitant du thème abordé ici, merci de compléter l'article en donnant les références utiles à sa vérifiabilité et en les liant à la section « Notes et références ».
Carnival est un jeu d'arcade de type shoot them up développé et édité par Sega et Gremlin Industries en 1980 sur borne d'arcade. Le jeu a été porté sur Atari 2600, ColecoVision et Intellivision en 1982, et par Eclipse Software sur ZX Spectrum en 1985.

## Système de jeu
Le principe est basé sur le tir à la carabine, que l'on trouve dans toutes les fêtes foraines. La musique de fond (que l'on peut supprimer, sur ColecoVision, en tirant sur les notes de musiques) est la valse Sobre las olas de Juventino Rosas. On entend cette musique uniquement sur le jeu d'arcade SEGA, et la console ColecoVision. Sur ColecoVision, la musique reste en boucle, sur la même tonalité, alors que sur l'arcade, la tonalité de la mélodie change avec la difficulté croissante du jeu.